# Herne Bay
Herne Bay ist eine Kleinstadt in der Grafschaft Kent an der südenglischen Küste mit ungefähr 40.000 Einwohnern.

## Lage und Geografie
Herne Bay liegt an der Nordsee und circa 13 Kilometer von Canterbury entfernt und gehört zum Distrikt City of Canterbury. Westlich von Herne Bay befindet sich die ungefähr gleich große Stadt Whitstable. Herne Bay liegt im flachen Land und besitzt einen über 4 Kilometer langen Strand.

## Geschichte

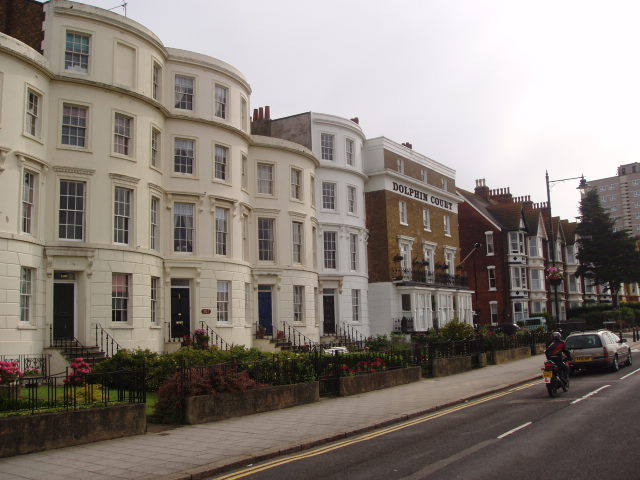
Herne Bay - seafront houses

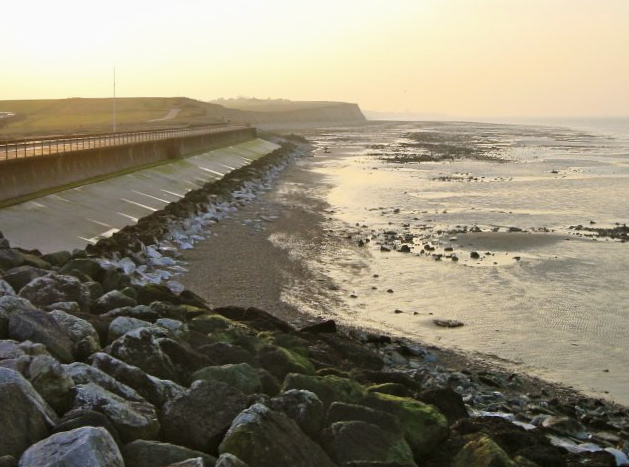
Küste bei Herne Bay - Blick von Reculver in Richtung Herne Bay

Ursprünglich bestand nur das Dorf Herne, welches sich einige Kilometer südlich des Zentrums von Herne Bay befindet. Dieses Dorf wurde erstmals 1100 als Hyrne erwähnt.
Die Stadt hat sich aus einem kleinen Pub namens The Ship entwickelt und war zuerst ein Quartier für Schmuggler. Dieser Pub ist eines der ältesten Gebäude der Stadt.
Im 17. Jahrhundert hatte Herne Bay 1.230 Einwohner.
Herne Bay wurde im viktorianischen Zeitalter ein beliebtes Seebad und große Teile des Ortes haben noch heute viktorianisches Gepräge. Der Namensteil Bay ist irreführend, denn hier gibt es keine Bucht.
In den 1830er Jahren wurde das Potenzial von Herne Bay von Londoner Investoren erkannt, die daraufhin massig in den Tourismus von Herne Bay investierten.
Herne Bay besaß eine gut 1000 Meter lange eiserne Seebrücke, deren Mittelteil im Zweiten Weltkrieg aus Furcht vor einer Invasion zerstört wurde. Nach dem Krieg wurde sie wieder aufgebaut, fiel dann aber im Jahr 1978 einem Sturm zum Opfer.
Nach 1990 wurde zum Schutz gegen Überflutungen eine Mole ins Meer gebaut, die einen kleinen Hafen einschließt.
In Herne Bay wurden während des Zweiten Weltkrieges die Rollbomben getestet, die 1943 die Möhnetalsperre zerstörten.

## Stadtbild

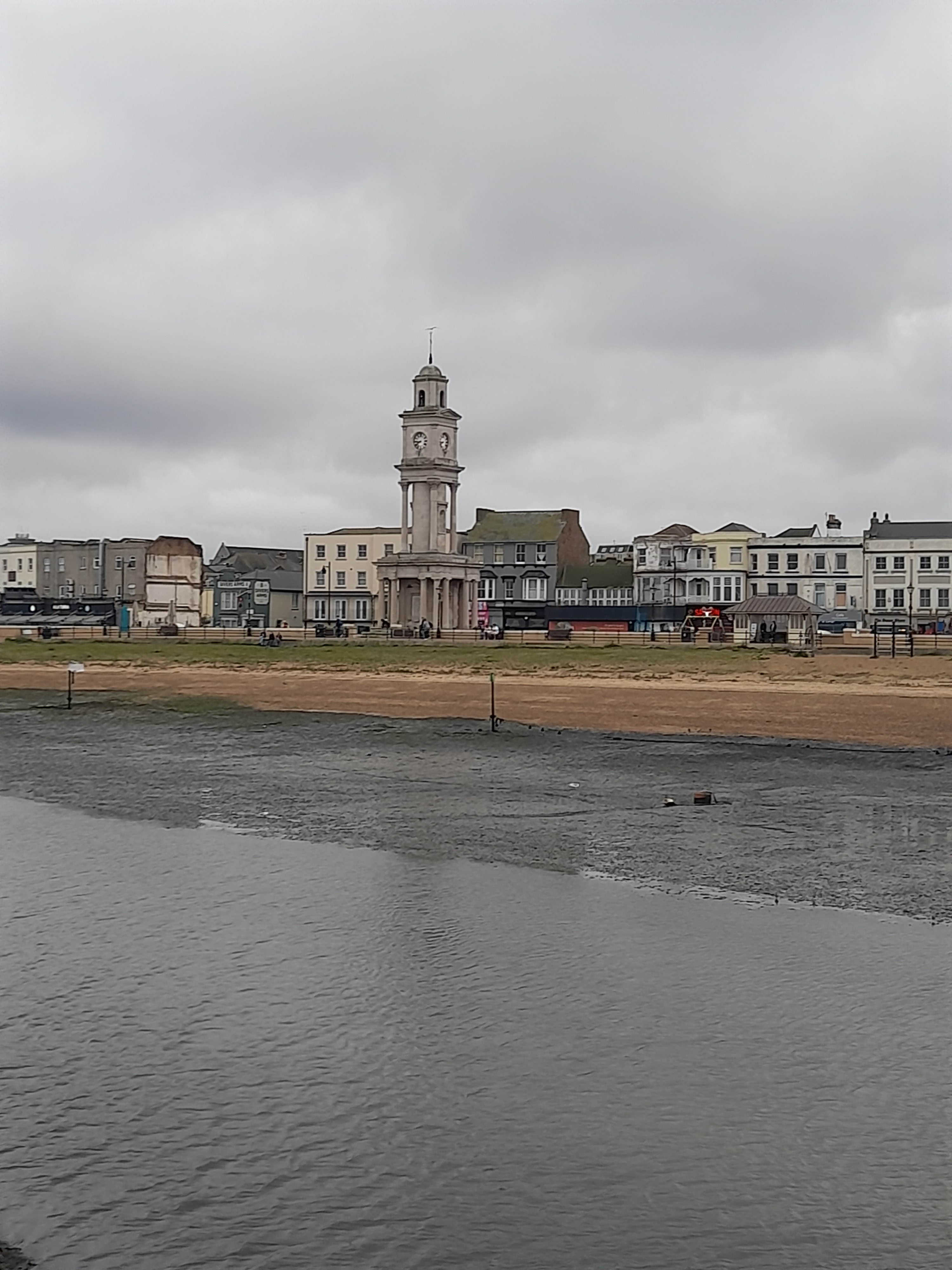
Herne Bay Clock Tower von der Mole aus

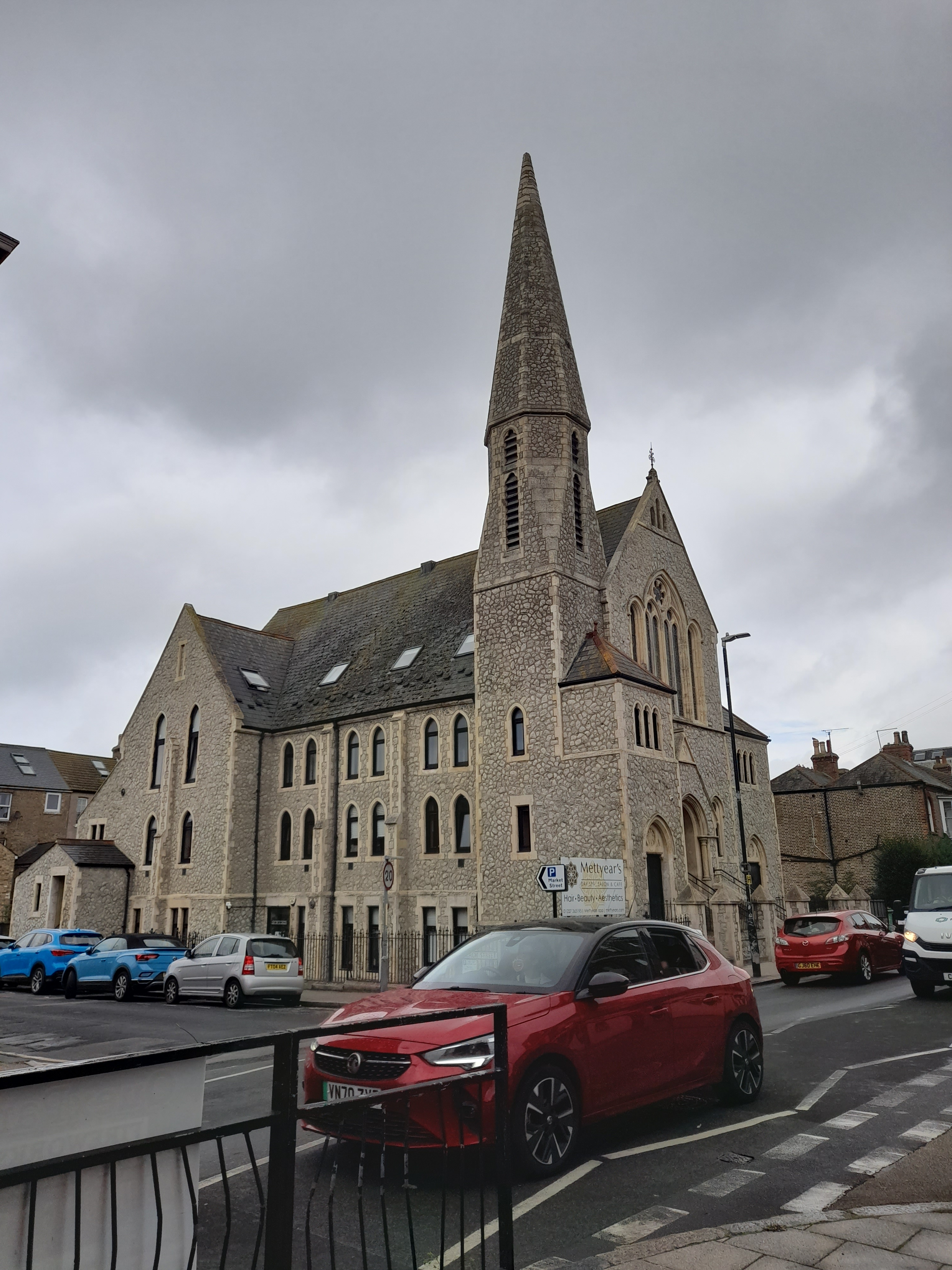
Die Kirche Herne Bay´s, im Zentrum der Stadt

Herne Bay ist geprägt durch viele Häuser im typisch englischen Stil. Bemerkenswert ist die Seafront/Promenade, an der sich auch die Hauptsehenswürdigkeit, der Clock Tower, befindet. Dieser ist der älteste, freistehende, nur als Uhrenturm gebaute Uhrenturm im Vereinigten Königreich. Im Stadtzentrum von Herne Bay befindet sich die Kirche. Im Osten der Stadt befindet sich die traditionsreiche Veranstaltungsstätte King´s Hall. Hinter dieser liegt das 2 Kilometer lange Deichgebiet The Downs. Zentrale Einkaufs- und Hauptstraße Herne Bay´s ist die High Street. Der zentrale Hauptstrand ist von der Mole und der Seebrücke umrahmt. Der zentrale Stadtpark, der Memorial Park, besteht zu Ehren der Kriegsopfer aus Herne Bay.

## Verkehr
Herne Bay besitzt einen Bahnhof, im Süden der Stadt. Dieser liegt an der Chatham Main Line, die von London Victoria nach Ramsgate verläuft.
Die A299, auch bekannt als Thanet Way, verläuft zwischen Faversham und Ramsgate. Diese Autobahn verläuft über 7 Kilometer durch Herne Bay und besitzt zahlreiche Anschlussstellen in dem Seebad.

## Städtepartnerschaften
- Waltrop, im nördlichen Ruhrgebiet, Deutschland (seit 1976)
- Wimereux, im Département Pas-de-Calais, Frankreich

## Persönlichkeiten

### Söhne und Töchter der Stadt
- Paul Anderson (1935–2022), Regattasegler
- Kevin Ayers (1944–2013), Sänger und Musiker
- Dave Sinclair (* 1947), Pianist, Keyboarder, Komponist und Sänger

### Persönlichkeiten, die mit der Stadt in Verbindung stehen
- Sir Barnes Wallis (1887–1979), Ingenieur, war u. a. an der Entwicklung der Rollbombe beteiligt